# Campionati del mondo di triathlon del 2017
I campionati del mondo di triathlon del 2017 sono consistiti in una serie di otto gare di Campionati del mondo che hanno condotto alla Gran Finale di Rotterdam, (Paesi Bassi) nel mese di  settembre del 2017.
La serie è stata organizzata sotto il patrocinio dell'Associazione che gestisce il trathlon a livello mondiale - la International Triathlon Union (ITU).
La serie di gare dei Campionati del mondo ha toccato Abu Dhabi, Gold Coast, Yokohama per poi raggiungere Leeds, Amburgo, Edmonton, Montréal,  Stoccolma e Rotterdam.
La Gran Finale di Rotterdam comprende anche i Campionati del Mondo Under 23, Junior, divisione Paratriathlon, decisi in un'unica gara.
Gli atleti élite, uomini e donne, sono stati incoronati sulla base del punteggio finale attribuito dalla serie di gare dei campionati del mondo.
Tra gli uomini ha vinto per il secondo anno consecutivo lo spagnolo Mario Mola, mentre la gara femminile è andata, come per il 2016, alla bermudiana Flora Duffy.
La gara Under 23 è andata al francese Raphael Montoya e alla statunitense Tamara Gorman.
Tra gli juniores, l'australiano Matthew Hauser e la statunitense Taylor Knibb, quest'ultima per la seconda volta consecutiva, hanno conseguito l'alloro mondiale.

## Gli eventi della serie
Per il decimo anno i campionati del mondo di triathlon prevedono la formula delle series. I nove eventi, comprensivii della Gran Finale, si sono tenuti in quattro diversi continenti, in particolare nelle località precedentemente utilizzate con successo nelle gare di coppa del mondo.
La località olimpica precedentemente interessata dalle gare della serie è Londra.
| Data            | Località                       | Tipo        |
| --------------- | ------------------------------ | ----------- |
| 3-4 marzo       | Abu Dhabi, Emirati Arabi Uniti | Evento      |
| 8-9 aprile      | Gold Coast, Australia          | Evento      |
| 13-14 maggio    | Yokohama, Giappone             | Evento      |
| 11 giugno       | Leeds, Regno Unito             | Evento      |
| 15-16 luglio    | Amburgo, Germania              | Evento      |
| 28-29 luglio    | Edmonton, Canada               | Evento      |
| 5-6 agosto      | Montréal, Canada               | Evento      |
| 26-27 agosto    | Stoccolma, Svezia              | Evento      |
| 14-17 settembre | Rotterdam, Paesi Bassi         | Gran Finale |

## Risultati

### Classifica generale Campionati del mondo 2017

#### Élite Uomini
| Pos. | Nome                 | Paese         | Punti |
| ---- | -------------------- | ------------- | ----- |
|      | Mario Mola           | Spagna        | 4.728 |
|      | Javier Gómez         | Spagna        | 4.311 |
|      | Kristian Blummenfelt | Norvegia      | 4.281 |
| 4    | Richard Murray       | Sudafrica     | 4.010 |
| 5    | Fernando Alarza      | Spagna        | 3.722 |
| 6    | Jonathan Brownlee    | Regno Unito   | 3.685 |
| 7    | Thomas Bishop        | Regno Unito   | 3.141 |
| 8    | Vincent Luis         | Francia       | 3.083 |
| 9    | Pierre Le Corre      | Francia       | 2.894 |
| 10   | Ryan Sissons         | Nuova Zelanda | 2.799 |

#### Élite donne
| Pos. | Nome              | Paese         | Punti |
| ---- | ----------------- | ------------- | ----- |
|      | Flora Duffy       | Bermuda       | 5.200 |
|      | Ashleigh Gentle   | Australia     | 4.320 |
|      | Katie Zaferes     | Stati Uniti   | 4.302 |
| 4    | Kirsten Kasper    | Stati Uniti   | 3.819 |
| 5    | Andrea Hewitt     | Nuova Zelanda | 3.774 |
| 6    | Jessica Learmonth | Regno Unito   | 3.281 |
| 7    | Joanna Brown      | Canada        | 3.181 |
| 8    | Rachel Klamer     | Paesi Bassi   | 3.103 |
| 9    | Jolanda Annen     | Svizzera      | 2.748 |
| 10   | Summer Cook       | Stati Uniti   | 2.554 |

### Risultati Gran Finale
La Gran Finale dei Campionati mondiali di triathlon del 2017 si è tenuta a Rotterdam, Paesi Bassi nei giorni 17 settembre 2017.

#### Élite uomini
| Pos. | Nome                 | Paese    | Nuoto    | Bici     | Corsa    | Totale   |
| ---- | -------------------- | -------- | -------- | -------- | -------- | -------- |
|      | Vincent Luis         | Francia  | 00:18:52 | 01:00:33 | 00:29:59 | 01:51:26 |
|      | Kristian Blummenfelt | Norvegia | 00:19:16 | 01:00:00 | 00:30:12 | 01:51:28 |
|      | Mario Mola           | Spagna   | 00:19:02 | 01:00:25 | 00:30:11 | 01:51:36 |

Classifica completa

#### Élite donne
| Pos. | Nome              | Paese       | Nuoto    | Bici     | Corsa    | Totale   |
| ---- | ----------------- | ----------- | -------- | -------- | -------- | -------- |
|      | Flora Duffy       | Bermuda     | 00:19:14 | 01:03:40 | 00:33:36 | 01:58:39 |
|      | Katie Zaferes     | Stati Uniti | 00:19:21 | 01:03:41 | 00:34:34 | 01:59:34 |
|      | Jessica Learmonth | Regno Unito | 00:19:13 | 01:03:43 | 00:35:50 | 02:00:57 |

Classifica completa

#### Junior uomini
| Pos. | Nome           | Paese       | Nuoto    | Bici     | Corsa    | Totale   |
| ---- | -------------- | ----------- | -------- | -------- | -------- | -------- |
|      | Matthew Hauser | Australia   | 00:08:56 | 00:29:39 | 00:15:23 | 00:55:54 |
|      | Vasco Vilaca   | Portogallo  | 00:09:13 | 00:29:27 | 00:15:42 | 00:56:22 |
|      | Ben Dijkstra   | Regno Unito | 00:09:25 | 00:29:54 | 00:15:16 | 00:56:35 |

Classifica completa

#### Junior donne
| Pos. | Nome         | Paese       | Nuoto    | Bici     | Corsa    | Totale   |
| ---- | ------------ | ----------- | -------- | -------- | -------- | -------- |
|      | Taylor Knibb | Stati Uniti | 00:10:16 | 00:31:11 | 00:17:39 | 01:01:22 |
|      | Kate Waugh   | Regno Unito | 00:10:17 | 00:31:54 | 00:17:19 | 01:01:38 |
|      | Fuka Sega    | Giappone    | 00:10:04 | 00:32:04 | 00:17:45 | 01:02:05 |

Classifica completa

#### Under 23 uomini
| Pos. | Nome            | Paese     | Nuoto    | Bici     | Corsa    | Totale   |
| ---- | --------------- | --------- | -------- | -------- | -------- | -------- |
|      | Raphael Montoya | Francia   | 00:19:09 | 00:59:13 | 00:31:07 | 01:51:28 |
|      | Dorian Coninx   | Francia   | 00:18:51 | 00:59:12 | 00:31:31 | 01:51:32 |
|      | Luke Willian    | Australia | 00:19:01 | 00:59:25 | 00:31:40 | 01:51:48 |

Classifica completa

#### Under 23 donne
| Pos. | Nome            | Paese       | Nuoto    | Bici     | Corsa    | Totale   |
| ---- | --------------- | ----------- | -------- | -------- | -------- | -------- |
|      | Tamara Gorman   | Stati Uniti | 00:20:12 | 01:07:20 | 00:35:18 | 02:05:21 |
|      | Melanie Santos  | Portogallo  | 00:20:15 | 01:07:21 | 00:35:31 | 02:05:37 |
|      | Sophie Coldwell | Regno Unito | 00:20:10 | 01:07:26 | 00:36:13 | 02:05:51 |

Classifica completa

### Risultati Serie 1 - Abu Dhabi

#### Élite uomini
| Pos. | Nome              | Paese       | Nuoto    | Bici     | Corsa    | Totale   |
| ---- | ----------------- | ----------- | -------- | -------- | -------- | -------- |
|      | Javier Gomez Noya | Spagna      | 00:18:38 | 01:00:54 | 00:31:23 | 01:52:31 |
|      | Thomas Bishop     | Regno Unito | 00:18:36 | 01:00:52 | 00:31:36 | 01:52:45 |
|      | Vincent Luis      | Francia     | 00:18:35 | 01:00:53 | 00:32:05 | 01:53:08 |

Classifica completa

#### Élite donne
| Pos. | Nome           | Paese         | Nuoto    | Bici     | Corsa    | Totale   |
| ---- | -------------- | ------------- | -------- | -------- | -------- | -------- |
|      | Andrea Hewitt  | Nuova Zelanda | 00:19:53 | 01:06:24 | 00:35:51 | 02:03:46 |
|      | Jodie Stimpson | Regno Unito   | 00:19:51 | 01:06:24 | 00:35:51 | 02:03:46 |
|      | Sara Vilic     | Austria       | 00:19:50 | 01:06:26 | 00:35:56 | 02:03:53 |

Classifica completa

### Risultati Serie 2 - Gold Coast

#### Élite uomini
| Pos. | Nome            | Paese     | Nuoto    | Bici     | Corsa    | Totale   |
| ---- | --------------- | --------- | -------- | -------- | -------- | -------- |
|      | Mario Mola      | Spagna    | 00:09:11 | 00:28:18 | 00:14:09 | 00:52:35 |
|      | Richard Murray  | Sudafrica | 00:09:05 | 00:28:25 | 00:14:14 | 00:52:39 |
|      | Fernando Alarza | Spagna    | 00:09:11 | 00:28:17 | 00:14:20 | 00:52:44 |

Classifica completa

#### Élite donne
| Pos. | Nome            | Paese         | Nuoto    | Bici     | Corsa    | Totale   |
| ---- | --------------- | ------------- | -------- | -------- | -------- | -------- |
|      | Andrea Hewitt   | Nuova Zelanda | 00:09:53 | 00:30:33 | 00:16:37 | 00:58:03 |
|      | Ashleigh Gentle | Australia     | 00:10:00 | 00:30:28 | 00:16:37 | 00:58:07 |
|      | Juri Ide        | Giappone      | 00:10:02 | 00:30:27 | 00:16:41 | 00:58:12 |

Classifica completa

### Risultati Serie 3 - Yokohama

#### Élite uomini
| Pos. | Nome                 | Paese    | Nuoto    | Bici     | Corsa    | Totale   |
| ---- | -------------------- | -------- | -------- | -------- | -------- | -------- |
|      | Mario Mola           | Spagna   | 00:18:48 | 00:57:36 | 00:30:36 | 01:48:15 |
|      | Fernando Alarza      | Spagna   | 00:18:42 | 00:57:45 | 00:30:26 | 01:48:23 |
|      | Kristian Blummenfelt | Norvegia | 00:18:26 | 00:57:46 | 00:30:44 | 01:48:26 |

Classifica completa

#### Élite donne
| Pos. | Nome           | Paese       | Nuoto    | Bici     | Corsa    | Totale   |
| ---- | -------------- | ----------- | -------- | -------- | -------- | -------- |
|      | Flora Duffy    | Bermuda     | 00:19:07 | 01:01:18 | 00:34:25 | 01:56:18 |
|      | Katie Zaferes  | Stati Uniti | 00:19:40 | 01:01:53 | 00:35:13 | 01:58:09 |
|      | Kirsten Kasper | Stati Uniti | 00:19:16 | 01:02:23 | 00:35:15 | 01:58:17 |

Classifica completa

### Risultati Serie 4 - Leeds

#### Élite uomini
| Pos. | Nome              | Paese       | Nuoto    | Bici     | Corsa    | Totale   |
| ---- | ----------------- | ----------- | -------- | -------- | -------- | -------- |
|      | Alistair Brownlee | Regno Unito | 00:16:38 | 00:57:23 | 00:31:23 | 01:46:51 |
|      | Jonathan Brownlee | Regno Unito | 00:16:34 | 00:57:26 | 00:31:35 | 01:47:03 |
|      | Fernando Alarza   | Spagna      | 00:16:47 | 00:58:29 | 00:30:44 | 01:47:28 |

Classifica completa

#### Élite donne
| Pos. | Nome          | Paese       | Nuoto    | Bici     | Corsa    | Totale   |
| ---- | ------------- | ----------- | -------- | -------- | -------- | -------- |
|      | Flora Duffy   | Bermuda     | 00:17:53 | 01:02:27 | 00:35:04 | 01:57:02 |
|      | Taylor Spivey | Stati Uniti | 00:17:55 | 01:02:29 | 00:36:32 | 01:58:32 |
|      | Alice Betto   | Italia      | 00:17:52 | 01:02:29 | 00:37:37 | 01:59:36 |

Classifica completa

### Risultati Serie 5 - Amburgo

#### Élite uomini
| Pos. | Nome              | Paese         | Nuoto    | Bici     | Corsa    | Totale   |
| ---- | ----------------- | ------------- | -------- | -------- | -------- | -------- |
|      | Mario Mola        | Spagna        | 00:08:55 | 00:30:16 | 00:14:01 | 00:54:08 |
|      | Jacob Birtwhistle | Australia     | 00:08:50 | 00:30:17 | 00:14:15 | 00:54:20 |
|      | Ryan Sissons      | Nuova Zelanda | 00:09:05 | 00:30:09 | 00:14:16 | 00:54:23 |

Classifica completa

#### Élite donne
| Pos. | Nome            | Paese     | Nuoto    | Bici     | Corsa    | Totale   |
| ---- | --------------- | --------- | -------- | -------- | -------- | -------- |
|      | Flora Duffy     | Bermuda   | 00:09:25 | 00:31:57 | 00:16:32 | 00:59:00 |
|      | Ashleigh Gentle | Australia | 00:09:51 | 00:32:28 | 00:16:10 | 00:59:31 |
|      | Laura Lindemann | Germania  | 00:09:28 | 00:32:47 | 00:16:22 | 00:59:41 |

Classifica completa

### Risultati Serie 6 - Edmonton

#### Élite uomini
| Pos. | Nome              | Paese     | Nuoto    | Bici     | Corsa    | Totale   |
| ---- | ----------------- | --------- | -------- | -------- | -------- | -------- |
|      | Mario Mola        | Spagna    | 00:08:59 | 00:29:58 | 00:14:36 | 00:54:51 |
|      | Jacob Birtwhistle | Australia | 00:09:07 | 00:29:52 | 00:14:45 | 00:55:01 |
|      | Richard Murray    | Sudafrica | 00:09:03 | 00:29:57 | 00:14:50 | 00:55:06 |

Classifica completa

#### Élite donne
| Pos. | Nome          | Paese       | Nuoto    | Bici     | Corsa    | Totale   |
| ---- | ------------- | ----------- | -------- | -------- | -------- | -------- |
|      | Flora Duffy   | Bermuda     | 00:09:22 | 00:32:11 | 00:17:21 | 01:00:22 |
|      | Taylor Knibb  | Stati Uniti | 00:09:20 | 00:32:21 | 00:18:09 | 01:01:22 |
|      | Katie Zaferes | Stati Uniti | 00:09:23 | 00:33:48 | 00:17:14 | 01:01:51 |

Classifica completa

### Risultati Serie 7 - Montréal

#### Élite uomini
| Pos. | Nome                 | Paese     | Nuoto    | Bici     | Corsa    | Totale   |
| ---- | -------------------- | --------- | -------- | -------- | -------- | -------- |
|      | Javier Gomez Noya    | Spagna    | 00:17:06 | 00:58:24 | 00:30:56 | 01:47:50 |
|      | Kristian Blummenfelt | Norvegia  | 00:17:07 | 00:58:19 | 00:31:16 | 01:48:05 |
|      | Richard Murray       | Sudafrica | 00:17:54 | 00:58:32 | 00:30:51 | 01:48:42 |

Classifica completa

#### Élite donne
| Pos. | Nome            | Paese         | Nuoto    | Bici     | Corsa    | Totale   |
| ---- | --------------- | ------------- | -------- | -------- | -------- | -------- |
|      | Ashleigh Gentle | Australia     | 00:18:27 | 01:04:29 | 00:34:39 | 01:59:04 |
|      | Flora Duffy     | Bermuda       | 00:18:16 | 01:04:34 | 00:34:57 | 01:59:27 |
|      | Andrea Hewitt   | Nuova Zelanda | 00:18:19 | 01:04:32 | 00:35:24 | 01:59:48 |

Classifica completa

### Risultati Serie 8 - Stoccolma

#### Élite uomini
| Pos. | Nome                 | Paese       | Nuoto    | Bici     | Corsa    | Totale   |
| ---- | -------------------- | ----------- | -------- | -------- | -------- | -------- |
|      | Jonathan Brownlee    | Regno Unito | 00:17:54 | 00:59:23 | 00:30:47 | 01:49:10 |
|      | Kristian Blummenfelt | Norvegia    | 00:18:30 | 00:59:37 | 00:30:05 | 01:49:28 |
|      | Pierre Le Corre      | Francia     | 00:18:06 | 01:00:01 | 00:30:11 | 01:49:28 |

Classifica completa

#### Élite donne
| Pos. | Nome              | Paese       | Nuoto    | Bici     | Corsa    | Totale   |
| ---- | ----------------- | ----------- | -------- | -------- | -------- | -------- |
|      | Flora Duffy       | Bermuda     | 00:19:13 | 01:04:52 | 00:34:45 | 02:00:09 |
|      | Jessica Learmonth | Regno Unito | 00:19:10 | 01:04:52 | 00:36:05 | 02:01:30 |
|      | Ashleigh Gentle   | Australia   | 00:20:27 | 01:06:29 | 00:33:27 | 02:01:42 |

Classifica completa